# Chris McCormack
Chris McCormack (Sydney, 4 aprile 1973) è un triatleta australiano.

## Carriera
Nel 2007 ha vinto l'Ironman Hawaii. Si è ripetuto alle Hawaii, vincendo la gara dei campionati del mondo nel 2010.
Nel corso della sua lunga carriera ha vinto i campionati del mondo di triathlon di Perth del 1997 e nello stesso anno la Coppa del Mondo di triathlon, oltre ad essere classificato al 1º nel ranking mondiale. Ad oggi una simile impresa non è riuscita a nessuno.
Ha, inoltre, vinto i Goodwill Games di Brisbane del 2001, oltre a numerose gare di coppa del mondo e altre su distanza Ironman e Ironman 70.3.

### Gli inizi
Nel 1993 vince il titolo di campione nazionale australiano di triathlon nella categoria junior.
Ai mondiali di Manchester, nella categoria junior - si classifica 4º assoluto alle spalle del trio composto dallo svizzero Oliver Hufschmid, lo statunitense Ryan Bolton ed il brasiliano Alexandre Manzan. Questo risultato è viziato dai festeggiamenti che Chris fa prima del traguardo con gli spettatori, mentre stava per tagliare la linea d'arrivo al 2º posto. L'eccessiva sicurezza ha fatto sì che lo statunitense Bolton e il brasiliano Manzan lo passassero all'arrivo.

### Il professionismo e l'ascesa internazionale
Chris è entrato a far parte del circuito professionistico nel 1996 e ha ottenuto rapidamente tanti successi che lo hanno portato in otto mesi a diventare il numero 1 al mondo. In questo periodo tra le nove gare che vince all'estero c'è quella di coppa del mondo a Drummondville, davanti al tedesco Stefan Vuckovic e allo statunitense Nick Radkewich. Si classifica 7° ad Hamilton e a Noosa, mentre nella gara di Sydney arriva 15º.
L'anno successivo si laurea campione del mondo all'età di 24 anni ai mondiali di Perth con un tempo di 1:48:29 ed una frazione podistica finale corsa in 29:32, davanti al futuro campione olimpico di Atene 2004, il neozelandese Hamish Carter (tempo finale di 1:48:42 di cui frazione podistica a 29:46) e al pluricampione del mondo, il britannico Simon Lessing (tempo finale di 1:49:07 di cui la frazione podistica a 30:04).
Il 1997 è anche l'anno in cui vince la gara di Ishigaki, arriva 2º ad Auckland, battuto allo sprint da Miles Stewart, è 3° ad Hamilton dietro al francese Philippe Fattori e al connazionale Greg Welch, 3° a Monte Carlo alle spalle del connazionale Greg Bennett e del campione kazako Dmitriy Gaag, e 3° a Tiszaujvaros dietro il duo Craig Walton / Greg Bennett. In tutte le gare che ha raggiunto il podio è arrivato a pochi secondi dal vincitore di giornata. Con questi risultati a referto e con un non meno importante 5º posto ad Embrun ed un deludente 22º posto a Sydney, ha vinto la Coppa del Mondo di triathlon del 1997 e ha terminato la stagione al 1º posto nel ranking mondiale, posizione che ha mantenuto per 26 mesi in totale.
Il 1998 non è uno dei suoi migliori anni. Si classifica 5° a Tiszaujvaros, è 10° ad Ishigaki, 19 a Corner Brook e 26° a Zurigo. Ai mondiali di Losanna vinti dal britannico Simon Lessing, paga troppo una frazione podistica finale non al top che lo fa classificare 12º assoluto.

### La delusione olimpica ed il riscatto americano

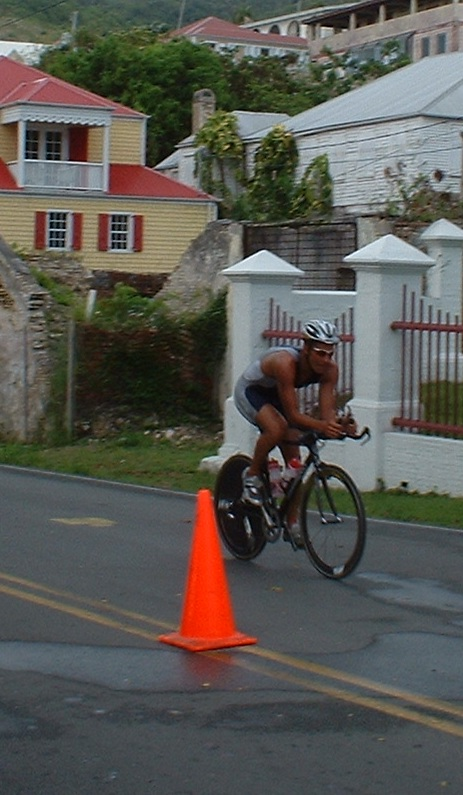
Chris McCormack all'Ironman 70.3 di Saint Croix

Nel 1999 vince la gara di coppa del mondo di Gamagori davanti al neozelandese Craig Watson e allo svizzero Reto Hug. Si classifica 3° a Corner Brook, è quindi 6° al triathlon di Big Island e ad Ishigaki. Ai mondiali di Montreal è soltanto 18º assoluto con un tempo di 1:46:42, ad 1:17 dal vincitore di giornata - il kazako Gaag - che realizza un tempo totale di 1:45:25. Questo è l'anno della perdita della madre per Chris e della controversa esclusione dal team olimpico, nonostante fosse il triatleta australiano con il miglior ranking al momento della scelta (era il numero 2 al mondo).
Il 2000 è l'anno della grande delusione olimpica per Chris. Dopo aver vinto il titolo di campione nazionale di triathlon sprint a Mooloolaba, non viene scelto dalla Federazione tra i 3 atleti australiani che partecipano alla gara di Sydney 2000 e questo sarà poi un grande errore di scelta per i tecnici della squadra nazionale, in quanto il primo degli australiani al traguardo di Sydney sarà Miles Stewart al 6º posto assoluto, poi Craig Walton 27° ed infine Peter Robertson 34°. Per questo motivo si trasferisce negli Stati Uniti e comincia a partecipare alle gare americane con montepremi più allettanti.
Il suo impatto è stato così esplosivo negli States che non si è mai visto un tale dominio nella storia dello sport. Infatti, Chris è stato imbattuto per 3 anni e 33 gare consecutive, dominando la scena nel 2000, nel 2001 e nel 2002 vincendo l'ambito premio "Triathlete of the Year" nei tre anni in questione. In terra americana vince le gare più prestigiose, tra cui il Triathlon internazionale Mrs T's Chicago, il Triathlon internazionale di San Diego, quello di New York City ed infine quello di Los Angeles. È stato, inoltre, il primo triatleta a vincere la US Triple Crown.
Sempre nel 2000, Chris si classifica 6º a Tiszaujvaros, 11° a Losanna e 20° a Sydney. Ai mondiali di Perth è 15º assoluto 1:52:39, ad 1' esatto dal vincitore - il francese Olivier Marceau.
Nel 2001 si presenta in Australia ai Goodwill Games di Brisbane e vince l'oro in una gara con i trenta migliori triatleti al mondo, rendendo chiaro il suo disappunto per non essere stato scelto nella rosa dei triatleti per le Olimpiadi di Sydney. Nello stesso anno vince a Gamagori, si classifica 2º a Losanna per pochi secondi dietro allo svizzero Reto Hug e 2° a Toronto, alle spalle del neo-campione olimpico Simon Whitfield, sempre per pochi secondi. È infine 8° ad Ishigaki in una gara dominata dal fortissimo spagnolo Iván Raña. In terra americana diviene l'unico triatleta a detenere il titolo di campione nazionale sia su distanza olimpica che su distanza sprint.
Vince i premi "Global Triathlete Of The Year" e "Competitor Of The Year".

### Il passaggio agli Ironman
Nel 2002 partecipa ai Giochi del Commonwealth di Manchester arrivando 5º al traguardo a meno di un minuto dal vincitore, il canadese Simon Whitfield. Si presenta al suo primo Ironman in Australia e lo vince con un tempo 8:24:50 (0:47:22, 4:40:24, 2:57:04). Si presenta, quindi, all'Ironman Hawaii come uno dei favoriti. Non tradisce le attese, in quanto arriva al secondo cambio in prima posizione. Tuttavia, la frazione podistica si rivelerà per lui più dura del previsto e lo porterà a ritirarsi.
Nel 2003 vince nuovamente l'Ironman Australia con un tempo di 8:19:15 (0:46:48, 4:39:37, 2:52:51). Si reca quindi in Europa per partecipare alla gara su distanza Ironman "Quelle Challenge Roth", dove dà vita ad una delle più belle gare di Ironman mai disputate insieme al tedesco Lothar Leder, da cui perderà nello sprint finale. Torna alle Hawaii con enormi aspettative. Tuttavia, la sua gara ancora una volta sarà impeccabile nelle prime due frazioni - 0:50:37 nel nuoto e 4:39:38 nella bici - ma pagherà una frazione podistica non alla sua altezza (4:01:30) che lo porterà a chiudere la gara in 9:35:51.
Nel 2004 vince per la terza volta l'Ironman Australia con un tempo totale di 8:18:10 (0:49:17, 4:34:46, 2:54:07). Partecipa ad una gara di coppa Panamericana prevista a Tempe ed arriva 3º assoluto. Torna a Roth per il "Quelle Challenge" e lo vince con un tempo sotto le 8 ore, in particolare in 7:57:50. Alle Hawaii fallisce nuovamente, abbandonando la corsa e salendo nella macchina guidata da Mark Allen, il quale lo ha invitato a partecipare a meno gare su distanza Ironman nel corso dell'anno.
Nel 2005 vince per la quarta volta l'Ironman Australia con un totale di 8:25:45 (0:46:55, 4:40:18, 2:58:32), si aggiudica nuovamente la gara di Roth con un tempo di 7:58:45. Alle Hawaii corre, stavolta, con molta attenzione arrivando 6º assoluto al traguardo con un tempo di 8:23:52 (0:53:06, 4:37:06, 2:49:10) non troppo distante dagli ultimi due gradini del podio occupati dal canadese Peter Reid (8:20:04), e dal neozelandese Cameron Brown (8:19:36), abbastanza lontano dal neocampione del mondo, il tedesco Faris Al-Sultan (8:14:17).
Nel 2006 vince per la quinta e ultima volta l'Ironman Australia in 8:20:42 (0:46:21, 4:46:50, 2:47:30). Si aggiudica per la terza volta la gara di Roth con un tempo di 8:00:52. Si presenta alle Hawaii in ottima forma. La sua gara sarà impeccabile, tuttavia, trova in giornata un atleta più forte di lui, il tedesco Normann Stadler che mette il record nella frazione in bici (4:18:00) e lo precede con un tempo totale di 8:11:58. Chris, nonostante una frazione podistica corsa in 2:46:00, chiude la gara al 2º posto assoluto in 8:13:10, davanti all'altro tedesco Faris Al-Sultan (8:19:05).
Nel 2007 vince a Roth per la quarta ed ultima volta con un tempo di 7:54:23. Alle Hawaii, al suo sesto tentativo, finalmente vince l'Ironman e si laurea campione del mondo con un tempo totale di 8:15.34 (0:51:48, 4:37:32, 2:42:02) davanti al connazionale Craig Alexander (8:19:04) e al danese Torbjørn Sindballe (8:21:30).
Nel 2008 partecipa e vince all'Ironman Germany con un tempo di 7:59:55, davanti allo spagnolo Eneko Llanos (8:00:49) e al tedesco Timo Bracht (8:04:16). Sulla distanza media, vince per la terza volta l'Ironman 70.3 delle Hawaii con un tempo di 4:04:22, davanti a Luke McKenzie (4:12:05) e allo statunitense Tim Marr (4:15:17).
Nel 2009 Chris non vince nessun Ironman, ma si prodiga con successo nella distanza più corta. Infatti, vince l'Ironman 70.3 in Cina con un tempo di 4:04:44, davanti al connazionale Luke McKenzie (4:23:34) e a Mark Jansen (4:38:11), per poi aggiudicarsi l'Ironman 70.3 in Austria con un tempo di 3:54:15, davanti al belga Marino Vanhoenacker (3:54:18) e all'italiano Massimo Cigana (3:56:22).
Nel 2010 si laurea nuovamente campione del mondo Ironman alle Hawaii. Con una gara quasi perfetta, condotta nel primissimo gruppo sia nel nuoto che nella bici, raggiunge la testa della corsa nella maratona finale, viene raggiunto nella corsa da uno strepitoso Andreas Raelert dopo il 30º km. I due corrono spalla a spalla fino all'ultimo rifornimento (posto circa al 40º km), dove Chris sferra l'attacco finale che lo porta a chiudere in 8:10:37 (51:36, 4:31:51, 2:43:31), davanti al tedesco Raelert 8:12:17 (51:27, 4:32:27, 2:44:25) e al belga Marino Vanhoenacker 8:13:14 (51:33, 4:31:00, 2:46:46). Il tempo finale di Chris è il 7° di sempre alle Hawaii.

## Titoli
- Campione del mondo di triathlon (Élite) - 1997
- Campione del mondo di triathlon long distance - 2012
- Coppa del mondo di triathlon - 1997
- Ironman Hawaii - 2007, 2010
- Goodwill Games - 2001
- Ironman
  - Australia - 2002, 2003, 2004, 2005, 2006
  - Challenge Roth - 2004, 2005, 2006, 2007
  - Germania - 2008
- Ironman 70.3
  - Regno Unito - 2006
  - Hawaii - 2006, 2007, 2008
  - Wildflower - 2008
  - Austria - 2009
  - Cina - 2009
- Campione nazionale australiano di triathlon sprint - 2000
- Triathlete of the Year - 2000, 2001, 2002
- Global Triathlete Of The Year - 2001
- Competitor Of The Year - 2001

## Curiosità
- Chris si è sposato con Emma Jane nell'agosto del 2003.
- Ha due figlie, Talia nata a gennaio del 2004 e Sienna Lily nata a settembre del 2006.
- Quando non si allena, si rilassa con la famiglia o si diverte a surfare nelle due case di Los Angeles e Sydney.